# Инсулину сличан фактор раста 1
Инсулину сличан фактор раста 1 или соматомедин Ц је полипептидни хормон, који се синтетише у јетри под утицајем хормона раста. Припада групи соматомедина, супстанци које имају улогу у процесу раста. Постоји још и соматомедини А и Б.

## Грађа
Молекулска маса овог хормона је око 7.500 далтона и сличне је грађе као инсулин. Производи се у јетри под утицајем хормона раста, у крви се налази претежно везан за свој везујићи протеин. Плуживот у крви овог хормона је доста дуг (преко 20 сати), док хормон раста, има полуживот од свега око 20. минута у крви.

## Дејство
Инсулину сличан хормон раста 1 је медијатор хормона раста. Делује на већину ћелија организма и изазива њихов раст и деобу (митозу). Посебно је значајно дејство на коштане ћелије, ћелије хрскавице, јетре, коже, нервне и мишићне ћелије.
Дејство остварује везивањем за ћелијске рецепторе, на површини ћелијске мембране. Може се везати за сопствене рацепторе (рецепторе за соматомедин Ц), као и за инсулинске рецепторе.